# Abigail Thorn
Abigail Thorn, född 24 april 1993 i Newcastle upon Tyne, är en brittisk skådespelerska, youtubare och videoessäist, verksam under kanalnamnet Philosophy Tube. Thorn började publicera allmänbildande videor om filosofi på Youtube år 2013, som en reaktion på Storbritanniens nyligen höjda studieavgifter. Thorn kom ut som transkvinna i januari 2021. 2024 blev Thorn bekräftad att hon kommat skådespela i Star Wars och House of the Dragon.

## Roller i urval
- House of the Dragon (2024)
- The Acolyte (2024)
- Baldur´s Gate III (2023)
- Django  (2022-2023)
- The Prince (2023)